# سورنتون (کلرادو)
سورنتون (به انگلیسی: Thornton) شهری در ایالت کلرادو کشور ایالات متحده آمریکا است که جمعیت آن در سرشماری سال ۲۰۱۰ میلادی، ۱۱۸٬۷۷۲ نفر بوده‌است.